# Enfermedades en peces ornamentales
Los peces ornamentales mantenidos en acuarios son susceptibles de sufrir numerosas enfermedades . Debido al volumen artificialmente limitado de agua y a la alta concentración de peces en la mayoría de los acuarios, las enfermedades transmisibles a menudo afectan a la mayoría o a todos los peces del acuario. 

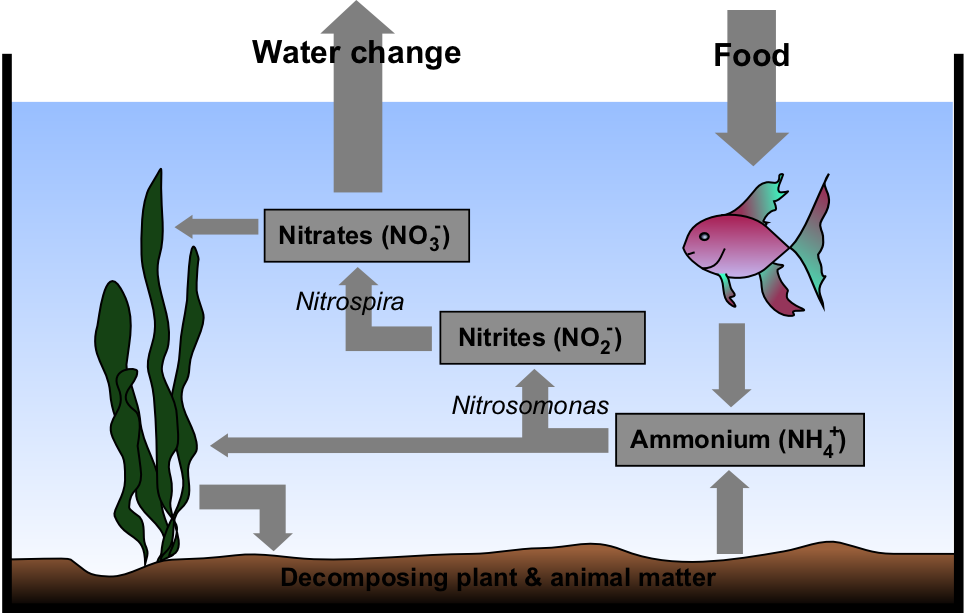
Ciclo del nitrógeno

Un ciclo de nitrógeno inadecuado, plantas de acuario inadecuadas e invertebrados de agua dulce potencialmente dañinos pueden dañar directamente o aumentar el estrés de los peces ornamentales en un tanque. A pesar de esto, muchas enfermedades se pueden evitar o prevenir mediante condiciones de agua adecuadas y un ecosistema bien ajustado dentro del tanque.

## Causas

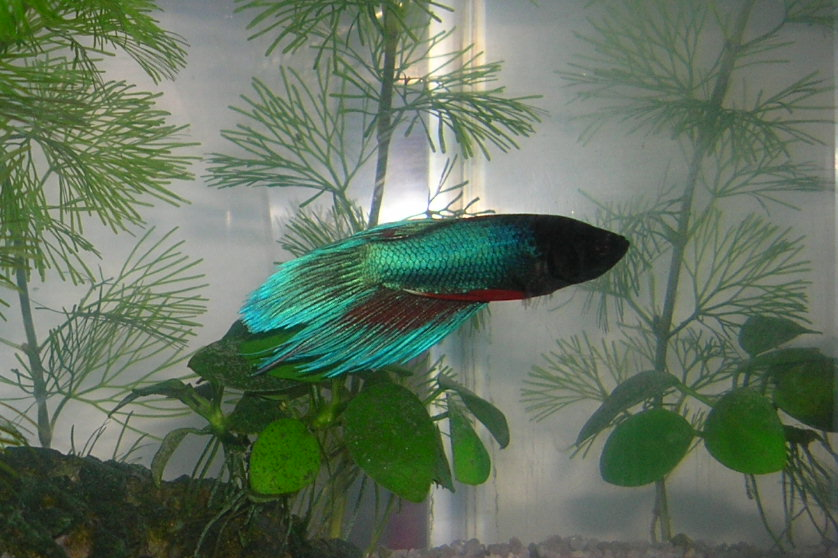
Un Betta splendens que muestra algún tipo de enfermedad fisiológica, posiblemente causada por la temperatura del agua que no es lo suficientemente cálida. Sus movimientos son algo más lentos, la mayor parte del tiempo se mueve lentamente hacia arriba y hacia abajo, mientras que las aletas están adheridas al cuerpo. El pez finalmente murió un par de semanas después de esta foto.

Las enfermedades pueden tener una variedad de causas, incluyendo infecciones bacterianas de una fuente externa como Pseudomonas fluorescens (que causa podredumbre de las aletas e hidropesía de los peces ), infecciones por hongos (Saprolegnia), infecciones por moho (Oomycete y Saprolegnia ), trastornos parasitarios (Gyrodactylus salaris, Ichthyophthirius multifiliis, Cryptocaryon, Oodinium, Brooklynella hostilis, Glugea, Ceratomyxa shasta, Kudoa thyrsites, Tetracapsuloides bryosalmonae, sanguijuelas Ceratomyxa shasta, nematodos, Trematoda, Platelmintos y piojos de los peces ), trastornos virales, trastornos metabólicos, condiciones inadecuadas del agua ( aireación insuficiente, pH, dureza del agua, temperatura e intoxicación por amoníaco ) y desnutrición.
Las infecciones bacterianas externas pueden causar manchas o rayas en el cuerpo que aparecen de color rojo o naranja. La hidropesía (hinchazón) también es un signo de una infección bacteriana. Las "falsas infecciones fúngicas " parecen hongos pero en realidad son una infección bacteriana conocida como Columnaris . Estos síntomas pueden incluir una película blanca o gris en el cuerpo.

## Prevención

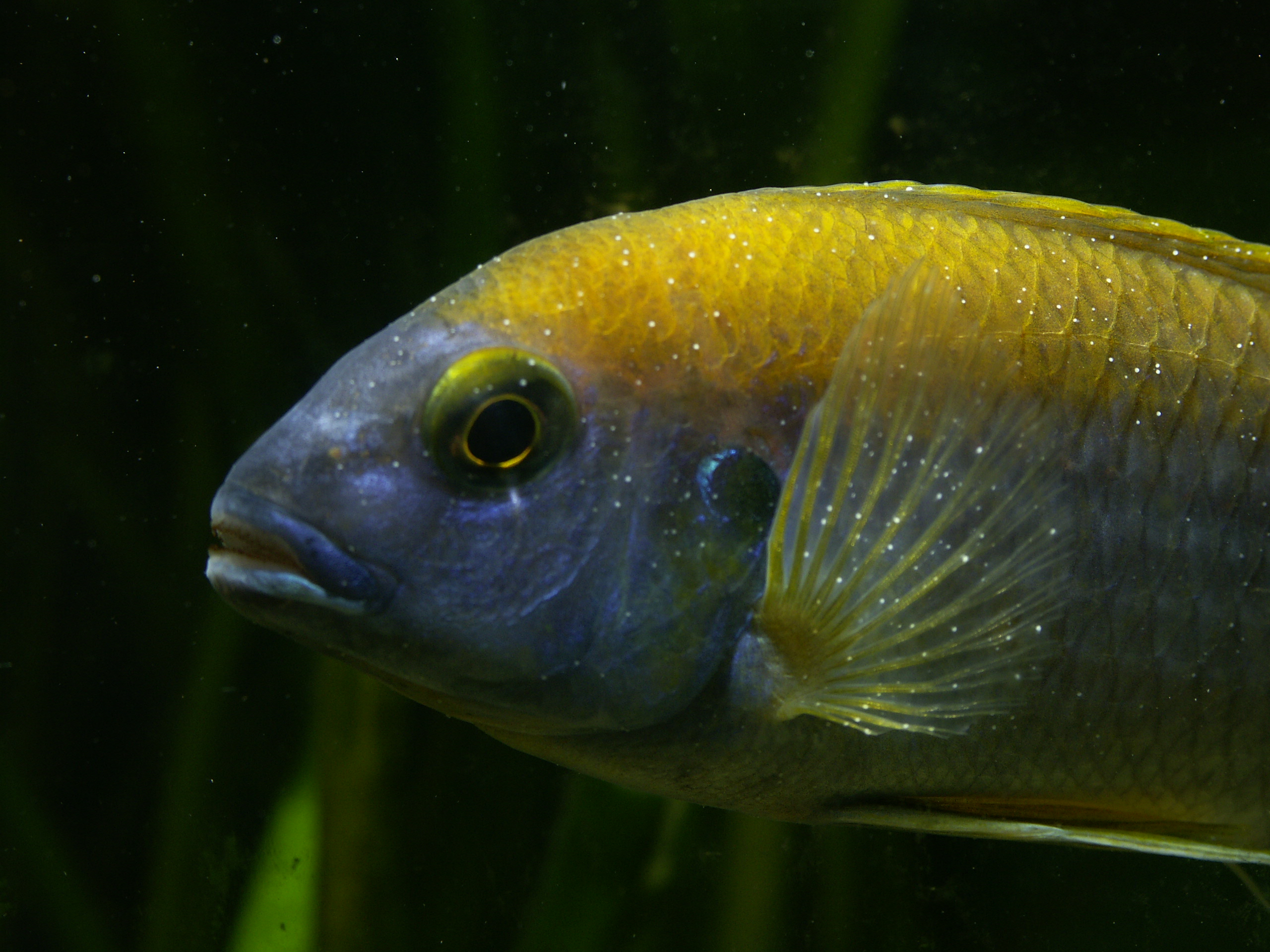
Pez afectado por el Ichthyophthirius multifiliis. Se notan múltiples quistes que aparecen como puntos blancos.

Las curas de enfermedades son casi siempre más caras y menos efectivas que las simples medidas de prevención. A menudo, las precauciones implican mantener un acuario estable que esté adaptado a las especies específicas de peces que se mantienen y no sobrecargar el tanque ni sobrealimentar a los peces. Las estrategias preventivas comunes incluyen evitar la introducción de peces, invertebrados o plantas infectados poniendo en cuarentena a los nuevos habitantes antes de agregarlos a un tanque establecido y descartando el con la que llegan desde el comercio. Del mismo modo, los alimentos para peces herbívoros, como la lechuga o los pepinos, deben lavarse antes de colocarlos en el tanque. 
Los contenedores que no tienen filtros de agua o bombas para hacer circular el agua también pueden aumentar el estrés de los peces. Otros factores estresantes que pueden afectar a los peces y los acuarios incluyen ciertos productos químicos, jabones y detergentes, e impactos en las paredes del acuario que provocan ondas de choque que pueden dañar a los peces.

## Tratamientos
En algunos casos, las causas de una infección o enfermedad serán obvias (como la podredumbre de las aletas), aunque en otros casos puede deberse a las condiciones del agua, lo que requiere equipos de prueba especiales y productos químicos para ajustar adecuadamente los valores. 
Aislar a los peces enfermos puede ayudar a prevenir la propagación de la infección a los peces sanos en el tanque. Esto también permite el uso de productos químicos o medicamentos que pueden dañar el ciclo del nitrógeno, las plantas o la filtración química de un tanque que funciona correctamente. Otras alternativas incluyen baños cortos en un balde que contiene el agua tratada. Los baños de sal se pueden utilizar como antiséptico y fungicida, y no dañarán a las bacterias beneficiosas, aunque la sal de mesa común puede contener aditivos que pueden dañar a los peces. Las alternativas incluyen sal de acuario, sal kosher o sal de roca , así como productos específicos de acuariofilia. Aumentar gradualmente la temperatura del tanque puede matar ciertos parásitos, aunque algunos peces enfermos pueden resultar perjudicados y ciertas especies no pueden tolerar altas temperaturas. La aireación es necesaria ya que se disuelve menos oxígeno en agua tibia.
Existen numerosos tratamientos eficaces para muchas cepas de infecciones bacterianas .Tres de los más comunes son la tetraciclina, la penicilina y el ácido naladíxico. 